# Scania-Vabis L36
Scania-Vabis L36 — вантажівка середнього розміру, що випускалася шведським автовиробником Scania-Vabis між 1964 і 1968 роками.